# Іванівка (Лиманська міська громада)
Іва́нівка — село в Україні, у Лиманській міській територіальній громаді Донецької області. У селі мешкає 94 людей. Неподалік знаходилось колишнє село Білогорівка.